# 尾叶榕
尾叶榕（学名：Ficus heteropleura），又名尖尾长叶榕，为桑科榕属的植物。分布在菲律宾、孟加拉国、马来西亚、泰国、越南、台湾岛、柬埔寨、不丹、缅甸、印度东北部以及中国大陆的海南等地，常生长在较高海拔森林中，目前已由人工引种栽培。